# Дімітрана Іванова
Дімітрана Петрова, у шлюбі Іванова (1881—1960) — болгарська реформаторка освіти, суфражистка та журналістка. Відстоювала права жінок на освіту. Очільниця Спілки болгарських жінок з 1926 по 1944 рік. Перша жінка, що вивчала педагогіку та філософію в Цюрихському університеті.

## Біографія
Народилася 1 лютого 1881 року в Русі, у родині торговця. Здобула освіту в місцевій жіночій школі та середній школі для дівчат. 
У Болгарії жінкам було дозволено слухати лекції в Софійському університеті з 1896 року, але вони не могли бути студентками до 1901 року. Середні школи для дівчат пропонували лише 6 із 7 середніх класів, необхідних для вступу до університету. 
Тож їй відмовили у вступі для вивчення права. У 1900 році вона повернулася в Болгарію і працювала вчителькою. То була єдина професія, доступна для жінок. У 1914 році Петрова одружилася з вчителем Дончо Івановим, але продовжила своє професійне життя. У 1921 році подала заяву на навчання на юридичному факультеті Софійського університету і отримала дозвіл це зробити. Закінчила навчання в 1927 році.

## Феміністична діяльність
У 1926 році Петрова-Іванова змінила Юлію Малинову на посаді голови організації захисту прав жінок у своїй країні, Болгарської жіночої спілки, заснованої в 1901 році. У 1935–40 роках входила правління Міжнародного альянсу жінок. Дімітрана Іванова стала відомою фігурою в публічних дебатах, її часто карикатурувала преса. Під час її перебування на посаді голови багато уваги приділялося двом питанням: дозволу жінкам займатися юридичною практикою і виборчим правам жінок. У 1937 році болгарські жінки отримали умовне право голосу, але не могли балотуватися на виборах, якщо були вдовами, одруженими або розлученими.
Іванову заарештували в 1944 році, коли всі громадські «буржуазні» організації були скасовані. Її звільнили у 1945 році.